# 松山塗料商事
松山塗料商事株式会社（まつやまとりょうしょうじ、 COLORS MATSUYAMA Co., Ltd.）は、宮崎県延岡市日の出町に本社を置く、総合塗料卸売の企業である。

## 事業所
- 延岡本社　〒882-0035　宮崎県延岡市日の出町2丁目4-1
- 日向営業所　〒882-0021　宮崎県日向市財光寺沖ノ原1108
- 宮崎営業所　〒880-0211　宮崎県宮崎市佐土原町下田島8922-2
- 南郷営業所　〒889-3204　宮崎県日南市南郷町中村乙4787
- 小松出張所　〒880-2112　宮崎県宮崎市小松下川原1230-5
- DELICAFE LIFE　〒882-0036　宮崎県延岡市桜園町171-17
- 日々喜　〒882-0036　宮崎県延岡市桜園町171-17

## 事業内容
- 塗料卸売及び小売販売（建築用塗料・工業用塗料・船舶用塗料・自動車用塗料）
- 看板資材・防水資材・土木用資材の卸売販売
- 上記関連機器・設備・システムの企画・販売
- 建材・住宅設備機器の販売
- カラーシミュレーション・カラーコンサルティング
- カラーワークショップの企画・運営
- インテリアデザイン・エクステリアデザイン
- 新築・リフォームの企画・設計・監理・コンサルティング
- ロゴ・名刺・封筒等の自社ツールの企画提案
- DM・ショップカード等のプロモーションツールの企画提案
- ライフスタイル・インテリア商品の販売
- 飲食事業

## 沿革
- 1972年（昭和47年）7月に「松山塗料商事株式会社」を設立する。